# Cəmşid Məhərrəmov
Cəmşid Şakir oğlu Məhərrəmov (ur. 4 sierpnia 1983 w Ağdam, Azerbejdżan) – azerski piłkarz występujący na pozycji pomocnika w klubie Rəvan Baku, którego barwy reprezentuje od 2013 roku. W reprezentacji Azerbejdżanu zadebiutował w 2006 roku. Do 2 listopada 2013 roku rozegrał w niej 6 meczów.